# Phillip Sjøen
Phillip Sjøen (ur. 24 grudnia 1995) – norweski skoczek narciarski, reprezentujący klub Bekkelaget SK. Medalista mistrzostw świata juniorów (2012 i 2015).

## Przebieg kariery
W grudniu 2010 zadebiutował w cyklu FIS Cup, zajmując 24. miejsce w zawodach w Notodden w Norwegii. Rok później na tej samej skoczni stanął na podium zawodów FIS Cup, a w styczniu 2012 po raz pierwszy wystartował w Pucharze Kontynentalnym, zajmując miejsca poza najlepszą trzydziestką. Został zgłoszony do występu w konkursach skoków narciarskich na Mistrzostwach Świata Juniorów w Narciarstwie Klasycznym 2012. Indywidualnie zajął 4. miejsce, zaś dwa dni później w drużynie wywalczył złoty medal.
W czterech występach w Letnim Pucharze Kontynentalnym 2012 zajmował punktowane pozycje; najwyżej sklasyfikowany został na 4. miejscu, w Lillehammer. Krótko po tych występach doznał kontuzji kolana, w wyniku której przez niemal rok nie startował w międzynarodowych zawodach. Po powrocie do startów w kolejnym sezonie zadebiutował, zdobywając równocześnie pierwsze punkty, w Letnim Grand Prix. Wystąpił też ponownie w mistrzostwach świata juniorów, zajmując 39. pozycję indywidualnie.
15 sierpnia 2014 ukończył na 2. pozycji konkurs Letniego Grand Prix w Courchevel. W dwóch kolejnych, rozgrywanych w Hakubie zwyciężył. Na podium stanął też we wrześniu w zawodach w Ałmaty. W całym cyklu po zdobyciu 382 punktów został sklasyfikowany na 2. pozycji.
21 listopada 2014, podczas pierwszego treningu przed rozpoczynającymi sezon 2014/2015 Pucharu Świata zawodami w Klingenthal, Sjøen upadł po skoku na odległość 148,0 m (1,5 metra powyżej ówczesnego rekordu skoczni). Nie odniósł poważnych obrażeń. Szansę na debiut w Pucharze Świata otrzymał ostatecznie 20 grudnia 2014 w Engelbergu. W swoim pierwszym starcie w cyklu zajął 11. miejsce. W zawodach indywidualnych cyklu najwyższą pozycję w sezonie zajął 25 stycznia 2015 w Sapporo, gdzie zajął 7. miejsce. Wystąpił w zawodach skoków narciarskich na Mistrzostwach Świata Juniorów w Narciarstwie Klasycznym 2015. Zdobył na nich brązowy medal w zawodach indywidualnych (wyprzedzony został przez Johanna André Forfanga i Andreasa Wellingera), a także złoty medal w zawodach drużynowych.
Startował w Letnim Grand Prix w skokach narciarskich 2015. Indywidualnie najlepszym wynikiem Sjøena było 9. miejsce zajęte w sierpniu w Einsiedeln. W październiku 2015 poinformował, że z powodu problemów z motywacją i stresem przerywa starty. Powrócił do nich w grudniu tego samego roku, jednak w rozgrywanym bez kwalifikacji konkursie Pucharu Świata w Lillehammer zajął 64. miejsce i nie otrzymał powołania na kolejne zawody cyklu.
Ostatnie występy Norwega miały miejsce podczas Letniego Grand Prix w skokach narciarskich 2016 w Hinterzarten i Einsiedeln, zajmując odpowiednio 27. i 34. miejsce.

## Mistrzostwa świata juniorów

### Indywidualnie
| 2012 Erzurum                | – | 4. miejsce    |
| 2014 Val di Fiemme/Predazzo | – | 39. miejsce   |
| 2015 Ałmaty                 | – | brązowy medal |

### Drużynowo
| 2012 Erzurum | – | złoty medal |
| 2015 Ałmaty  | – | złoty medal |

### Starty P. Sjøena na mistrzostwach świata juniorów – szczegółowo
| Miejsce | Dzień       | Rok  | Miejscowość | Skocznia           | Punkt K | HS     | Konkurs  | Skok 1  | Skok 2  | Nota                  | Strata    | Zwycięzca            |
| ------- | ----------- | ---- | ----------- | ------------------ | ------- | ------ | -------- | ------- | ------- | --------------------- | --------- | -------------------- |
| 4.      | 23 lutego   | 2012 | Erzurum     | Kiremitliktepe     | K-95    | HS-108 | indywid. | 109,0 m | 107,5 m | 276,0 pkt             | 10,5 pkt  | Nejc Dežman          |
| 1.      | 25 lutego   | 2012 | Erzurum     | Kiremitliktepe     | K-95    | HS-108 | druż.    | 96,5 m  | 103,0 m | 988,5 pkt (244,0 pkt) | –         | –                    |
| 39.     | 31 stycznia | 2014 | Predazzo    | Trampolino Dal Ben | K-95    | HS-106 | indywid. | 81,0 m  | –       | 78,4 pkt              | 153,1 pkt | Jakub Wolny          |
| 3.      | 5 lutego    | 2015 | Ałmaty      | Gornyj Gigant      | K-95    | HS-106 | indywid. | 99,5 m  | 99,5 m  | 266,0 pkt             | 3,9 pkt   | Johann André Forfang |
| 1.      | 7 lutego    | 2015 | Ałmaty      | Gornyj Gigant      | K-95    | HS-106 | druż.    | 100,5 m | 95,5 m  | 893,3 pkt (219,5 pkt) | –         | –                    |

## Puchar Świata

### Miejsca w klasyfikacji generalnej
| Sezon     | Miejsce |
| --------- | ------- |
| 2014/2015 | 31.     |

### Miejsca w poszczególnych konkursach indywidualnychPucharu Świata
| Źródło | Źródło      | Źródło      | Źródło      | Źródło      | Źródło      | Źródło      | Źródło     | Źródło                 | Źródło     | Źródło                 | Źródło    | Źródło        | Źródło          | Źródło  | Źródło    | Źródło    | Źródło    | Źródło    | Źródło    | Źródło           | Źródło           | Źródło    | Źródło    | Źródło | Źródło           | Źródło    | Źródło  | Źródło  | Źródło  | Źródło  | Źródło | Źródło | Źródło | Źródło | Źródło | Źródło | Źródło | Źródło | Źródło | Źródło | Źródło | Źródło | Źródło | Źródło | Źródło | Źródło | Źródło | Źródło | Źródło |
| --- | ----------- | ----------- | ----------- | ----------- | ----------- | ----------- | ---------- | ---------------------- | ---------- | ---------------------- | --------- | ------------- | --------------- | ------- | --------- | --------- | --------- | --------- | --------- | ---------------- | ---------------- | --------- | --------- | ------ | ---------------- | --------- | ------- | ------- | ------- | ------- | ------ | ------ | ------ | ------ | ------ | ------ | ------ | ------ | ------ | ------ | ------ | ------ | ------ | ------ | ------ | ------ | ------ | ------ | ------ |
| Sezon 2014/2015 |             |             |             |             |             |             |            |                        |            |                        |           |               |                 |         |           |           |           |           |           |                  |                  |           |           |        |                  |           |         |         |         |         |        |        |        |        |        |        |        |        |        |        |        |        |        |        |        |        |        |        |        |
| Klingenthal | Ruka        | Ruka        | Lillehammer | Lillehammer | Niżny Tagił | Niżny Tagił | Engelberg  | Engelberg              | Oberstdorf | Garmisch-Partenkirchen | Innsbruck | Bischofshofen | Bad Mitterndorf | Wisła   | Zakopane  | Sapporo   | Sapporo   | Willingen | Willingen | Titisee-Neustadt | Titisee-Neustadt | Vikersund | Vikersund | Lahti  | Kuopio           | Trondheim | Oslo    | Oslo    | Planica | Planica | punkty |        |        |        |        |        |        |        |        |        |        |        |        |        |        |        |        |        |        |
| - | -           | -           | -           | -           | -           | -           | 11         | 26                     | 12         | 23                     | 38        | 38            | -               | -       | -         | 15        | 7         | -         | -         | -                | -                | 18        | q         | 29     | 22               | -         | 32      | 13      | -       | -       | 155    |        |        |        |        |        |        |        |        |        |        |        |        |        |        |        |        |        |        |
| Sezon 2015/2016 |             |             |             |             |             |             |            |                        |            |                        |           |               |                 |         |           |           |           |           |           |                  |                  |           |           |        |                  |           |         |         |         |         |        |        |        |        |        |        |        |        |        |        |        |        |        |        |        |        |        |        |        |
| Klingenthal | Lillehammer | Lillehammer | Niżny Tagił | Niżny Tagił | Engelberg   | Engelberg   | Oberstdorf | Garmisch-Partenkirchen | Innsbruck  | Bischofshofen          | Willingen | Zakopane      | Sapporo         | Sapporo | Trondheim | Vikersund | Vikersund | Vikersund | Lahti     | Lahti            | Kuopio           | Ałmaty    | Ałmaty    | Wisła  | Titisee-Neustadt | Planica   | Planica | Planica | punkty  | punkty  | punkty | punkty | punkty | punkty | punkty | punkty | punkty | punkty | punkty | punkty | punkty | punkty | punkty | punkty | punkty | punkty | punkty |        |        |
| - | 64          | -           | -           | -           | -           | -           | -          | -                      | -          | -                      | -         | -             | -               | -       | -         | 58        | -         | -         | -         | -                | -                | -         | -         | -      | -                | -         | -       | -       | 0       | 0       | 0      | 0      | 0      | 0      | 0      | 0      | 0      | 0      | 0      | 0      | 0      | 0      | 0      | 0      | 0      | 0      | 0      |        |        |
| Legenda |             |             |             |             |             |             |            |                        |            |                        |           |               |                 |         |           |           |           |           |           |                  |                  |           |           |        |                  |           |         |         |         |         |        |        |        |        |        |        |        |        |        |        |        |        |        |        |        |        |        |        |        |
| 1 2 3 4-10 11-30 poniżej 30 dq – dyskwalifikacja q – dyskwalifikacja w kwalifikacjach q – zawodnik nie zakwalifikował się - – zawodnik nie wystartował |             |             |             |             |             |             |            |                        |            |                        |           |               |                 |         |           |           |           |           |           |                  |                  |           |           |        |                  |           |         |         |         |         |        |        |        |        |        |        |        |        |        |        |        |        |        |        |        |        |        |        |        |

### Puchar Świata w lotach

#### Miejsca w klasyfikacji generalnej
| Sezon     | Miejsce |
| --------- | ------- |
| 2014/2015 | 40.     |

### Turniej Czterech Skoczni

#### Miejsca w klasyfikacji generalnej
| Sezon     | Miejsce |
| --------- | ------- |
| 2014/2015 | 25.     |

## Letnie Grand Prix

### Miejsca w klasyfikacji generalnej
| Sezon | Miejsce |
| ----- | ------- |
| 2013  | 81.     |
| 2014  | 2.      |
| 2015  | 49.     |
| 2016  | 73.     |

### Zwycięstwa w konkursach indywidualnych LGP chronologicznie
| Lp. | Dzień       | Rok  | Miejscowość | Skocznia   | Punkt K | HS     | Skok 1  | Skok 2  | Nota      |
| --- | ----------- | ---- | ----------- | ---------- | ------- | ------ | ------- | ------- | --------- |
| 1.  | 23 sierpnia | 2014 | Hakuba      | Olimpijska | K-120   | HS-131 | 125,0 m | 131,0 m | 277,5 pkt |
| 2.  | 24 sierpnia | 2014 | Hakuba      | Olimpijska | K-120   | HS-131 | 129,0 m | 134,5 m | 263,5 pkt |

### Miejsca na podium w konkursach indywidualnych LGP chronologicznie
| Lp. | Dzień       | Rok  | Miejscowość | Skocznia         | Punkt K | HS     | Skok 1  | Skok 2  | Nota      | Lok. | Strata   | Zwycięzca        |
| --- | ----------- | ---- | ----------- | ---------------- | ------- | ------ | ------- | ------- | --------- | ---- | -------- | ---------------- |
| 1.  | 15 sierpnia | 2014 | Courchevel  | Tremplin du Praz | K-120   | HS-132 | 130,5 m | 130,5 m | 374,3 pkt | 2.   | 1,2 pkt  | Andreas Stjernen |
| 2.  | 23 sierpnia | 2014 | Hakuba      | Olimpijska       | K-120   | HS-131 | 125,0 m | 131,0 m | 277,5 pkt | 1.   | –        | –                |
| 3.  | 24 sierpnia | 2014 | Hakuba      | Olimpijska       | K-120   | HS-131 | 129,0 m | 134,5 m | 263,5 pkt | 1.   | –        | –                |
| 4.  | 21 września | 2014 | Ałmaty      | Gornyj Gigant    | K-125   | HS-140 | 134,5 m | 129,0 m | 266,0 pkt | 3.   | 10,1 pkt | Taku Takeuchi    |

### Miejsca w poszczególnych konkursach indywidualnychLGP
| Źródło | Źródło       | Źródło             | Źródło           | Źródło       | Źródło       | Źródło            | Źródło            | Źródło          | Źródło            | Źródło      | Źródło | Źródło | Źródło | Źródło | Źródło | Źródło | Źródło | Źródło | Źródło | Źródło | Źródło | Źródło | Źródło | Źródło | Źródło | Źródło |
| --- | ------------ | ------------------ | ---------------- | ------------ | ------------ | ----------------- | ----------------- | --------------- | ----------------- | ----------- | ------ | ------ | ------ | ------ | ------ | ------ | ------ | ------ | ------ | ------ | ------ | ------ | ------ | ------ | ------ | ------ |
| 2013 |              |                    |                  |              |              |                   |                   |                 |                   |             |        |        |        |        |        |        |        |        |        |        |        |        |        |        |        |        |
| Hinterzarten | Wisła        | Courchevel         | Einsiedeln       | Hakuba       | Hakuba       | Niżny Tagił       | Niżny Tagił       | Ałmaty          | Ałmaty            | Klingenthal | punkty |        |        |        |        |        |        |        |        |        |        |        |        |        |        |        |
| - | -            | -                  | -                | -            | -            | -                 | -                 | -               | -                 | 26          | 5      |        |        |        |        |        |        |        |        |        |        |        |        |        |        |        |
| 2014 |              |                    |                  |              |              |                   |                   |                 |                   |             |        |        |        |        |        |        |        |        |        |        |        |        |        |        |        |        |
| Wisła | Einsiedeln   | Courchevel         | Hakuba           | Hakuba       | Ałmaty       | Ałmaty            | Hinzenbach        | Klingenthal     | punkty            | punkty      | punkty | punkty | punkty | punkty | punkty | punkty | punkty |        |        |        |        |        |        |        |        |        |
| q | 18           | 2                  | 1                | 1            | 9            | 3                 | -                 | -               | 382               | 382         | 382    | 382    | 382    | 382    | 382    | 382    | 382    |        |        |        |        |        |        |        |        |        |
| 2015 |              |                    |                  |              |              |                   |                   |                 |                   |             |        |        |        |        |        |        |        |        |        |        |        |        |        |        |        |        |
| Wisła | Hinterzarten | Courchevel         | Einsiedeln       | Hakuba       | Hakuba       | Czajkowski        | Czajkowski        | Ałmaty          | Ałmaty            | Hinzenbach  | punkty | punkty | punkty | punkty | punkty | punkty | punkty | punkty | punkty |        |        |        |        |        |        |        |
| 24 | 16           | q                  | 9                | -            | -            | -                 | -                 | -               | -                 | -           | 51     | 51     | 51     | 51     | 51     | 51     | 51     | 51     | 51     |        |        |        |        |        |        |        |
| 2016 |              |                    |                  |              |              |                   |                   |                 |                   |             |        |        |        |        |        |        |        |        |        |        |        |        |        |        |        |        |
| Courchevel HS132 | Wisła HS134  | Hinterzarten HS108 | Einsiedeln HS117 | Hakuba HS131 | Hakuba HS131 | Czajkowskij HS140 | Czajkowskij HS140 | Hinzenbach HS94 | Klingenthal HS140 | punkty      | punkty | punkty | punkty | punkty | punkty | punkty | punkty | punkty |        |        |        |        |        |        |        |        |
| - | -            | 27                 | 34               | -            | -            | -                 | -                 | -               | -                 | 4           | 4      | 4      | 4      | 4      | 4      | 4      | 4      | 4      |        |        |        |        |        |        |        |        |
| Legenda |              |                    |                  |              |              |                   |                   |                 |                   |             |        |        |        |        |        |        |        |        |        |        |        |        |        |        |        |        |
| 1 2 3 4-10 11-30 poniżej 30 dq – dyskwalifikacja q – dyskwalifikacja w kwalifikacjach q – zawodnik nie zakwalifikował się - – zawodnik nie wystartował |              |                    |                  |              |              |                   |                   |                 |                   |             |        |        |        |        |        |        |        |        |        |        |        |        |        |        |        |        |

## Puchar Kontynentalny

### Miejsca w klasyfikacji generalnej
| Sezon     | Miejsce |
| --------- | ------- |
| 2013/2014 | 80.     |
| 2014/2015 | 31.     |
| 2015/2016 | 70.     |

### Miejsca na podium w konkursach indywidualnych Pucharu Kontynentalnego chronologicznie
| Lp. | Dzień       | Rok  | Miejscowość | Skocznia    | Punkt K | HS     | Skok 1  | Skok 2  | Nota      | Lok. | Strata  | Zwycięzca            |
| --- | ----------- | ---- | ----------- | ----------- | ------- | ------ | ------- | ------- | --------- | ---- | ------- | -------------------- |
| 1.  | 14 grudnia  | 2014 | Rena        | Renabakkene | K-124   | HS-139 | 135,0 m | 125,0 m | 264,4 pkt | 3.   | 6,4 pkt | Johann André Forfang |
| 2.  | 17 stycznia | 2015 | Sapporo     | Ōkurayama   | K-120   | HS-134 | 134,0 m | 141,5 m | 285,4 pkt | 1.   | –       | –                    |

### Miejsca w poszczególnych konkursachPucharu Kontynentalnego
| Sezon 2011/2012                                                               |           |        |           |           |           |            |                        |                        |                  |           |         |               |               |               |               |            |               |               |                  |                  |                  |            |             |             |             |             |        |        |        |        |        |        |        |        |        |        |        |        |        |        |        |        |        |        |        |        |        |        |        |        |        |        |        |        |        |        |        |        |        |        |        |        |        |        |        |        |
| Rovaniemi                                                                     | Rovaniemi | Ałmaty | Ałmaty    | Erzurum   | Erzurum   | Engelberg  | Engelberg              | Titisee-Neustadt       | Titisee-Neustadt | Sapporo   | Sapporo | Sapporo       | Bischofshofen | Bischofshofen | Brotterode    | Brotterode | Iron Mountain | Oslo          | Oslo             | Oslo             | Wisła            | Wisła      | Predazzo    | Predazzo    | Kuopio      | Kuopio      | punkty | punkty | punkty | punkty | punkty | punkty | punkty | punkty | punkty | punkty | punkty | punkty | punkty | punkty | punkty | punkty | punkty | punkty | punkty | punkty | punkty | punkty | punkty | punkty | punkty | punkty | punkty | punkty | punkty | punkty | punkty | punkty | punkty | punkty | punkty | punkty | punkty | punkty | punkty | punkty |
| -                                                                             | -         | -      | -         | -         | -         | -          | -                      | -                      | -                | -         | -       | -             | 36            | 68            | -             | -          | -             | -             | -                | -                | -                | -          | 42          | 40          | -           | -           | 0      | 0      | 0      | 0      | 0      | 0      | 0      | 0      | 0      | 0      | 0      | 0      | 0      | 0      | 0      | 0      | 0      | 0      | 0      | 0      | 0      | 0      | 0      | 0      | 0      | 0      | 0      | 0      | 0      | 0      | 0      | 0      | 0      | 0      | 0      | 0      | 0      | 0      | 0      | 0      |
| Sezon 2013/2014                                                               |           |        |           |           |           |            |                        |                        |                  |           |         |               |               |               |               |            |               |               |                  |                  |                  |            |             |             |             |             |        |        |        |        |        |        |        |        |        |        |        |        |        |        |        |        |        |        |        |        |        |        |        |        |        |        |        |        |        |        |        |        |        |        |        |        |        |        |        |        |
| Rena                                                                          | Rena      | Lahti  | Lahti     | Engelberg | Engelberg | Courchevel | Courchevel             | Sapporo                | Sapporo          | Sapporo   | Sapporo | Iron Mountain | Iron Mountain | Brotterode    | Brotterode    | Brotterode | Seefeld       | Seefeld       | Falun            | Falun            | Zakopane         | Zakopane   | Niżny Tagił | punkty      | punkty      | punkty      | punkty | punkty | punkty | punkty | punkty | punkty | punkty | punkty | punkty | punkty | punkty | punkty | punkty | punkty | punkty | punkty | punkty | punkty | punkty | punkty | punkty | punkty | punkty | punkty | punkty | punkty | punkty | punkty | punkty | punkty | punkty | punkty | punkty | punkty | punkty | punkty | punkty |        |        |        |
| 14                                                                            | 14        | 27     | 41        | -         | -         | 46         | 79                     | -                      | -                | -         | -       | -             | -             | -             | -             | -          | -             | -             | -                | -                | -                | -          | -           | 40          | 40          | 40          | 40     | 40     | 40     | 40     | 40     | 40     | 40     | 40     | 40     | 40     | 40     | 40     | 40     | 40     | 40     | 40     | 40     | 40     | 40     | 40     | 40     | 40     | 40     | 40     | 40     | 40     | 40     | 40     | 40     | 40     | 40     | 40     | 40     | 40     | 40     | 40     | 40     |        |        |        |
| Sezon 2014/2015                                                               |           |        |           |           |           |            |                        |                        |                  |           |         |               |               |               |               |            |               |               |                  |                  |                  |            |             |             |             |             |        |        |        |        |        |        |        |        |        |        |        |        |        |        |        |        |        |        |        |        |        |        |        |        |        |        |        |        |        |        |        |        |        |        |        |        |        |        |        |        |
| Rena                                                                          | Rena      | Rena   | Engelberg | Engelberg | Wisła     | Wisła      | Sapporo                | Sapporo                | Sapporo          | Planica   | Planica | Zakopane      | Zakopane      | Brotterode    | Lahti         | Lahti      | Iron Mountain | Iron Mountain | Titisee-Neustadt | Titisee-Neustadt | Titisee-Neustadt | Seefeld    | Seefeld     | Niżny Tagił | Niżny Tagił | punkty      | punkty | punkty | punkty | punkty | punkty | punkty | punkty | punkty | punkty | punkty | punkty | punkty | punkty | punkty | punkty | punkty | punkty | punkty | punkty | punkty | punkty | punkty | punkty | punkty | punkty | punkty | punkty | punkty | punkty | punkty | punkty | punkty | punkty | punkty | punkty | punkty | punkty | punkty | punkty |        |
| 10                                                                            | 6         | 3      | -         | -         | -         | -          | 14                     | 1                      | 13               | -         | -       | -             | -             | -             | -             | -          | -             | -             | -                | -                | -                | -          | -           | -           | -           | 264         | 264    | 264    | 264    | 264    | 264    | 264    | 264    | 264    | 264    | 264    | 264    | 264    | 264    | 264    | 264    | 264    | 264    | 264    | 264    | 264    | 264    | 264    | 264    | 264    | 264    | 264    | 264    | 264    | 264    | 264    | 264    | 264    | 264    | 264    | 264    | 264    | 264    | 264    | 264    |        |
| Sezon 2015/2016                                                               |           |        |           |           |           |            |                        |                        |                  |           |         |               |               |               |               |            |               |               |                  |                  |                  |            |             |             |             |             |        |        |        |        |        |        |        |        |        |        |        |        |        |        |        |        |        |        |        |        |        |        |        |        |        |        |        |        |        |        |        |        |        |        |        |        |        |        |        |        |
| Rena                                                                          | Rena      | Rena   | Rovaniemi | Rovaniemi | Engelberg | Engelberg  | Garmisch-Partenkirchen | Garmisch-Partenkirchen | Willingen        | Willingen | Sapporo | Sapporo       | Sapporo       | Bischofshofen | Bischofshofen | Planica    | Planica       | Zakopane      | Zakopane         | Iron Mountain    | Iron Mountain    | Brotterode | Vikersund   | Vikersund   | Czajkowskij | Czajkowskij | punkty |        |        |        |        |        |        |        |        |        |        |        |        |        |        |        |        |        |        |        |        |        |        |        |        |        |        |        |        |        |        |        |        |        |        |        |        |        |        |        |
| 22                                                                            | 20        | 12     | -         | -         | 45        | 50         | 20                     | 36                     | -                | -         | -       | -             | -             | -             | -             | -          | -             | -             | -                | -                | -                | -          | -           | -           | -           | -           | 53     |        |        |        |        |        |        |        |        |        |        |        |        |        |        |        |        |        |        |        |        |        |        |        |        |        |        |        |        |        |        |        |        |        |        |        |        |        |        |        |
| Legenda                                                                       |           |        |           |           |           |            |                        |                        |                  |           |         |               |               |               |               |            |               |               |                  |                  |                  |            |             |             |             |             |        |        |        |        |        |        |        |        |        |        |        |        |        |        |        |        |        |        |        |        |        |        |        |        |        |        |        |        |        |        |        |        |        |        |        |        |        |        |        |        |
| 1 2 3 4-10 11-30 poniżej 30 dq – dyskwalifikacja - – zawodnik nie wystartował |           |        |           |           |           |            |                        |                        |                  |           |         |               |               |               |               |            |               |               |                  |                  |                  |            |             |             |             |             |        |        |        |        |        |        |        |        |        |        |        |        |        |        |        |        |        |        |        |        |        |        |        |        |        |        |        |        |        |        |        |        |        |        |        |        |        |        |        |        |

## Letni Puchar Kontynentalny

### Miejsca w klasyfikacji generalnej
| Sezon | Miejsce |
| ----- | ------- |
| 2012  | 31.     |
| 2013  | 49.     |

### Miejsca w poszczególnych konkursachLetniego Pucharu Kontynentalnego
| Źródło                                                                        | Źródło | Źródło | Źródło | Źródło          | Źródło          | Źródło      | Źródło      | Źródło      | Źródło      | Źródło      | Źródło      | Źródło      | Źródło      | Źródło | Źródło | Źródło | Źródło | Źródło | Źródło | Źródło | Źródło | Źródło | Źródło | Źródło | Źródło | Źródło |
| ----------------------------------------------------------------------------- | ------ | ------ | ------ | --------------- | --------------- | ----------- | ----------- | ----------- | ----------- | ----------- | ----------- | ----------- | ----------- | ------ | ------ | ------ | ------ | ------ | ------ | ------ | ------ | ------ | ------ | ------ | ------ | ------ |
| 2012                                                                          |        |        |        |                 |                 |             |             |             |             |             |             |             |             |        |        |        |        |        |        |        |        |        |        |        |        |        |
| Stams                                                                         | Stams  | Kranj  | Kranj  | Krasnaja Polana | Krasnaja Polana | Kuopio      | Kuopio      | Lillehammer | Lillehammer | Czajkowskij | Czajkowskij | Klingenthal | Klingenthal | punkty | punkty | punkty | punkty | punkty | punkty | punkty | punkty | punkty |        |        |        |        |
| -                                                                             | -      | -      | -      | -               | -               | -           | -           | 11          | 4           | -           | -           | 16          | 19          | 101    | 101    | 101    | 101    | 101    | 101    | 101    | 101    | 101    |        |        |        |        |
| 2013                                                                          |        |        |        |                 |                 |             |             |             |             |             |             |             |             |        |        |        |        |        |        |        |        |        |        |        |        |        |
| Stams                                                                         | Stams  | Kranj  | Kranj  | Kuopio          | Kuopio          | Lillehammer | Lillehammer | Klingenthal | Klingenthal | punkty      | punkty      | punkty      | punkty      | punkty | punkty | punkty | punkty | punkty |        |        |        |        |        |        |        |        |
| -                                                                             | -      | -      | -      | -               | -               | 5           | 42          | -           | -           | 45          | 45          | 45          | 45          | 45     | 45     | 45     | 45     | 45     |        |        |        |        |        |        |        |        |
| Legenda                                                                       |        |        |        |                 |                 |             |             |             |             |             |             |             |             |        |        |        |        |        |        |        |        |        |        |        |        |        |
| 1 2 3 4-10 11-30 poniżej 30 dq – dyskwalifikacja - – zawodnik nie wystartował |        |        |        |                 |                 |             |             |             |             |             |             |             |             |        |        |        |        |        |        |        |        |        |        |        |        |        |

## FIS Cup

### Miejsca w klasyfikacji generalnej
| Sezon     | Miejsce |
| --------- | ------- |
| 2010/2011 | 230.    |
| 2011/2012 | 58.     |

### Miejsca na podium w konkursach indywidualnych FIS Cupu chronologicznie
| Lp. | Dzień     | Rok  | Miejscowość | Skocznia      | Punkt K | HS     | Skok 1 | Skok 2 | Nota      | Lok. | Strata  | Zwycięzca          |
| --- | --------- | ---- | ----------- | ------------- | ------- | ------ | ------ | ------ | --------- | ---- | ------- | ------------------ |
| 1.  | 9 grudnia | 2011 | Notodden    | Tveitanbakken | K-90    | HS-100 | 95,0 m | 94,0 m | 241,5 pkt | 2.   | 7,0 pkt | Simen Key Grimsrud |

### Miejsca w poszczególnych konkursachFIS Cupu
| Sezon 2010/2011                                                               |         |                     |                     |              |              |            |            |            |            |          |          |                     |                     |         |         |         |             |             |             |             |                        |                        |        |        |        |        |        |        |        |        |        |        |        |        |        |        |        |        |        |        |        |
| Villach                                                                       | Villach | Szczyrbskie Jezioro | Szczyrbskie Jezioro | Örnsköldsvik | Örnsköldsvik | Falun      | Falun      | Einsiedeln | Einsiedeln | Notodden | Notodden | Szczyrbskie Jezioro | Szczyrbskie Jezioro | Szczyrk | Szczyrk | Kranj   | Kranj       | Ramsau      | Ramsau      | Ruhpolding  | Ruhpolding             | Zaō                    | Zaō    | punkty |        |        |        |        |        |        |        |        |        |        |        |        |        |        |        |        |        |
| -                                                                             | -       | -                   | -                   | -            | -            | -          | -          | -          | -          | 24       | 31       | -                   | -                   | -       | -       | -       | -           | -           | -           | -           | -                      | -                      | -      | 7      |        |        |        |        |        |        |        |        |        |        |        |        |        |        |        |        |        |
| Sezon 2011/2012                                                               |         |                     |                     |              |              |            |            |            |            |          |          |                     |                     |         |         |         |             |             |             |             |                        |                        |        |        |        |        |        |        |        |        |        |        |        |        |        |        |        |        |        |        |        |
| Villach                                                                       | Villach | Gérardmer           | Gérardmer           | Szczyrk      | Szczyrk      | Einsiedeln | Einsiedeln | Notodden   | Notodden   | Predazzo | Predazzo | Szczyrk             | Szczyrk             | Kranj   | Kranj   | Liberec | Brattleboro | Brattleboro | Baiersbronn | Baiersbronn | Garmisch-Partenkirchen | Garmisch-Partenkirchen | punkty | punkty | punkty | punkty | punkty | punkty | punkty | punkty | punkty | punkty | punkty | punkty | punkty | punkty | punkty | punkty | punkty | punkty | punkty |
| -                                                                             | -       | -                   | -                   | -            | -            | -          | -          | 2          | 13         | -        | -        | -                   | -                   | -       | -       | -       | -           | -           | -           | -           | -                      | -                      | 100    | 100    | 100    | 100    | 100    | 100    | 100    | 100    | 100    | 100    | 100    | 100    | 100    | 100    | 100    | 100    | 100    | 100    | 100    |
| Legenda                                                                       |         |                     |                     |              |              |            |            |            |            |          |          |                     |                     |         |         |         |             |             |             |             |                        |                        |        |        |        |        |        |        |        |        |        |        |        |        |        |        |        |        |        |        |        |
| 1 2 3 4-10 11-30 poniżej 30 dq – dyskwalifikacja - – zawodnik nie wystartował |         |                     |                     |              |              |            |            |            |            |          |          |                     |                     |         |         |         |             |             |             |             |                        |                        |        |        |        |        |        |        |        |        |        |        |        |        |        |        |        |        |        |        |        |